# リカット
リカットは、アルバムに一度収録された楽曲を後からシングルカットすること。『リカットシングル』、または『後発シングル』という。
おおむね日本国内で使われる言葉であり、また日本国外ではシングルに対するビジネス方針が異なるため（シングルの項目を参照）、本項は日本におけるリカットのみについて記述する。

## 概要
日本国内ではシングルが優先されるために、先行シングルが中心となっており、リカットシングルはCMやテレビ番組等でタイアップが付かない限りは通常はあまり出回らない。
アルバムの宣伝として売られるシングルという意味では、アルバムの直前に発売される先行シングルも同じだが、先行シングルがアルバムの初動売上を左右するのに対し、リカットシングルはアルバムがあまり売上を伸ばせなかった場合、いわゆるテコ入れとして効果的な戦略とされる。急遽リカットが決定されることもあれば、アルバム発売前からリカットが決定し、アルバムと同時にシングル発売の宣伝が行なわれることもある。
1970年代から1980年代初頭までは、アルバムの発売間隔が4か月から6か月だったことも珍しくなく、前作からのリカットシングルを新作アルバムと同時に発売することもあった。また、この頃はタイアップが付いてもあえてリカットせず、そのままアルバムの売上を伸ばすという戦略を取るミュージシャンもいた。
アルバムと同時発売されたシングルは、リカットシングルとしては扱われず、前述の通り、日本国内ではシングルの発売が優先となるため、先行シングルの扱いとなる。
リカットシングルでは、必ずしもアルバムに収録されているバージョンと全く同じアレンジとは限らず、アルバムバージョンとシングルバージョンではアレンジが異なることがある。

## ヒットした主なリカットシングル（カップリング曲含む）
※以下の楽曲群は、全て日本国内で発表された楽曲である。
- 秋川雅史 - 「千の風になって」アルバム『威風堂々』から
- 浅倉大介 - 「COSMIC RUNAWAY」アルバム『D-Trick』から[注釈 2]
- 安室奈美恵 - 「think of me/no more tears」アルバム『break the rules』から
- THE ALFEE - 「1月の雨を忘れない」アルバム『U.K. Breakfast』から
- 安全地帯 - 「I Love Youからはじめよう」アルバム『安全地帯VI〜月に濡れたふたり』から
- YMO - 「テクノポリス」アルバム『SOLID SATE SURVIVOR』から
- THE YELLOW MONKEY - 「嘆くなり我が夜のFantasy」アルバム『Smile』から
- 稲垣潤一 - 「ロング・バージョン」アルバム『shylights』から[注釈 3]
- 稲垣潤一 - 「思い出のビーチクラブ」アルバム『Mind Note』から
- 井上陽水 - 「傘がない」アルバム『断絶』から
- UVERworld - 「REVERSI」アルバム『THE ONE』から
- 植村花菜 - 「トイレの神様」ミニアルバム『わたしのかけらたち』から
- 宇多田ヒカル - 「First Love」アルバム『First Love』から
- 宇多田ヒカル -「FINAL DISTANCE」「DISTANCE」アルバム『Distance』から（後者は前者のシングル表題曲のカップリング曲、前者は後者の楽曲の再アレンジバージョン）[注釈 4]
- 宇多田ヒカル - 「Prisoner Of Love」アルバム『HEART STATION』から
- X JAPAN -  「紅」「ENDLESS RAIN」「WEEK END」アルバム『BLUE BLOOD』から[注釈 5]
- Every Little Thing - 「Rescue me/Smile Again」アルバム『eternity』から
- 大沢誉志幸 - 「そして僕は途方に暮れる」アルバム『CONFUSION』から[注釈 6]
- 大沢誉志幸 - 「naive」アルバム『NAIVE』から
- 太田裕美 - 「木綿のハンカチーフ」アルバム『心が風邪をひいた日』から
- 岡村靖幸 - 「Super Girl」アルバム『DATE』から
- 岡村靖幸 - 「友人のふり」アルバム『靖幸』から
- 岡村靖幸 - 「カルアミルク」アルバム『家庭教師』から
- 尾崎豊 - 「I LOVE YOU」「OH MY LITTLE GIRL」「はじまりさえ歌えない」「十七歳の地図」アルバム『十七歳の地図』から[注釈 7]
- 小沢健二 - 「ラブリー」「ドアをノックするのは誰だ?」「ぼくらが旅に出る理由」アルバム『LIFE』から
- オフコース - 「生まれ来る子供たちのために」アルバム『Three and Two』から
- オフコース - 「言葉にできない」アルバム『Over』から
- 海援隊 - 「母に捧げるバラード」アルバム『望郷篇』から
- かぐや姫 - 「神田川」アルバム『かぐや姫さあど』から
- KATSUMI - 「危険な女神」アルバム『SHINING』から
- 加藤登紀子 - 「知床旅情」アルバム『日本哀歌集』から
- 角松敏生 - 「NO END SUMMER」アルバム『GOLD DIGGER〜with true love〜』から
- 角松敏生 - 「サンタが泣いた日」「THE LOST LOVE」アルバム『TEARS BALLAD』から
- 角松敏生 - 「君を二度とはなさない」アルバム『あるがままに』から
- 華原朋美 - 「LOVE BRACE (曲)」アルバム『LOVE BRACE』から
- 華原朋美 - 「YOU DON'T GIVE UP」アルバム『storytelling』から
- 嘉門タツオ（旧名・嘉門達夫） - 「鼻から牛乳」アルバム『天賦の才能』から
- KAN - 「愛は勝つ」アルバム『野球選手が夢だった。』から
- 久保田利伸 - 「Be wanabee」アルバム『BONGA WANGA』から
- 久保田利伸 - 「雨音」アルバム『PARALLEL WORLD I“KUBOJAH”』から[注釈 8]
- 久保田利伸 - 「Always Remain」アルバム『As One』から
- 久保田利伸 - 「Dance If You Want It」「Indigo Waltz」「High Roller」アルバム『Such A Funky Thang!』から[注釈 9]
- 倉木麻衣 - 「Can't forget your love/PERFECT CRIME -Single Edit-」アルバム『Perfect Crime』から
- GLAY - 「春を愛する人」アルバム『BELOVED』から（シングル『口唇』のカップリング曲）[注釈 10]
- GLAY - 「HAPPINESS -WINTER MIX-」アルバム『HEAVY GAUGE』から
- CHEMISTRY - 「Top of the World」ベストアルバム『ALL THE BEST』から[注釈 11]
- 小泉今日子 - 「学園天国」アルバム『ナツメロ』から
- GOING UNDER GROUND - 「ハートビート」アルバム『ハートビート』から
- コブクロ-「今、咲き誇る花たちよ」アルバム『One Song From Two Hearts』から[注釈 12]
- 小比類巻かほる - 「I'm Here」アルバム『I'm Here』から
- 小比類巻かほる - 「TOGETHER」アルバム『SO REAL』から
- 米米CLUB - 「浪漫飛行／ジェットストリーム浪漫飛行」アルバム『KOMEGUNY』から[注釈 13]
- 斉藤和義 - 「幸福な朝食 退屈な夕食」アルバム『ジレンマ』から
- サザンオールスターズ - 「思い過ごしも恋のうち」アルバム『10ナンバーズ・からっと』から[注釈 14]
- サザンオールスターズ - 「栞のテーマ」アルバム『ステレオ太陽族』から
- 沢田研二 - 「サムライ」アルバム『思いきり気障な人生』から
- 沢田研二 - 「TOKIO」アルバム『TOKIO』から
- 沢田研二 - 「ス・ト・リ・ッ・パ・ー」アルバム『S/T/R/I/P/P/E/R』から
- 沢田知可子 - 「会いたい」アルバム『I MISS YOU』から
- SING LIKE TALKING - 「RISE」アルバム『Humanity』から[注釈 15]
- SING LIKE TALKING - 「風に抱かれて」アルバム『togetherness』から
- JUDY AND MARY - 「ラブリーベイベー」アルバム『THE POWER SOURCE』から
- JUDY AND MARY - 「PEACE -strings version-」アルバム『WARP』から[注釈 16]
- 鈴木聖美 with Rats&Star - 「ロンリー・チャップリン」[注釈 17]「TAXI」アルバム『WOMAN』から
- 鈴木雅之 - 「Guilty」アルバム『Radio Days』から
- 鈴木雅之 - 「私の願い」アルバム『Dear Tears』から
- 鈴木雅之 - 「MIDNIGHT TRAVELER」「渋谷で5時」アルバム『Perfume』から（後者はシングル『違う、そうじゃない』のカップリング曲）[注釈 18]
- スターダストレビュー - 「今夜だけきっと」アルバム『VOICE』から
- スターダストレビュー - 「追憶」アルバム『Brightest!』から
- スターダストレビュー - 「木蘭の涙」アルバム『SOLA』から
- スピッツ - 「楓/スピカ」アルバム『フェイクファー』から
- SMAP - 「世界に一つだけの花」アルバム『SMAP 015/Drink! Smap!』から
- SOPHIA - 「街」アルバム『Little Circus』から
- 竹内まりや - 「毎日がスペシャル」アルバム『Bon Appetit!』から[注釈 19]
- たま - 「オゾンのダンス」アルバム『さんだる』から
- チェリッシュ - 「てんとう虫のサンバ」アルバム『春のロマンス』から
- CHAGE and ASKA - 「太陽と埃の中で 」アルバム『SEE YA』から
- CHAGE and ASKA - 「僕はこの瞳で嘘をつく」アルバム『TREE』から
- TUBE - 「Purity 〜ピュアティ〜」アルバム『Bravo!』から
- 超ときめき♡宣伝部 - 「最上級にかわいいの!」アルバム『ときめく恋と青春』から
- 超ときめき♡宣伝部 - 「超最強」アルバム『ときめきルールブック』から（両A面シングル『ハートな胸の内♡/超最強』としてリカット）
- TM NETWORK - 「Fighting (君のファイティング)」アルバム『Self Control』から（シングル『Get Wild』のカップリング曲）[注釈 20]
- TM NETWORK -「RESISTANCE」「BE TOGETHER」アルバム『humansystem』から（後者はシングル『Get Wild』のカップリング曲）[注釈 21]
- TM NETWORK - 「JUST ONE VICTORY (たったひとつの勝利)」「STILL LOVE HER (失われた風景)」アルバム『CAROL ～A DAY IN A GIRL'S LIFE 1991～』から（後者は前者のシングル表題曲のカップリング曲）[注釈 22]
- TM NETWORK - 「RHYTHM RED BEAT BLACK」アルバム『RHYTHM RED』から[注釈 23]
- T.M.Revolution - 「蒼い霹靂〜JOG edit〜」アルバム『triple joker』から
- T-BOLAN - 「離したくはない」アルバム『T-BOLAN』から[注釈 24]
- T-BOLAN - 「マリア」アルバム『夏の終わりにII 〜Lookin' for the eighth color of the rainbow〜』から
- TOKIO - 「明日の君を守りたい 〜YAMATO2520〜」アルバム『TOKIO』から
- 徳永英明 - 「Revolution」アルバム『Revolution』から
- DREAMS COME TRUE - 「APPROACH」アルバム『DREAMS COME TRUE』から
- DREAMS COME TRUE - 「未来予想図II」アルバム『LOVE GOES ON…』から（シングル『笑顔の行方』のカップリング曲）[注釈 25]
- DREAMS COME TRUE - 「またね」アルバム『AND I LOVE YOU』から[注釈 26]
- とんねるず - 「迷惑でしょうが…」 アルバム『キャニオン初』から
- 中島みゆき - 「ファイト!」アルバム『予感』から（両A面シングル「空と君のあいだに/ファイト!」としてリカット）[注釈 27]。
- 中西圭三 - 「非情階段」アルバム『Starting Over』から[注釈 28]
- BARBEE BOYS - 「ごめんなさい」アルバム『LISTEN! BARBEE BOYS 4』から
- BUCK-TICK - 「M・A・D」「JUPITER」アルバム『狂った太陽』から
- 爆風スランプ - 「45歳の地図（辛口生バージョン）」アルバム『I.B.W』から[注釈 29]
- 浜崎あゆみ - 「appears」「kanariya」「Fly high」アルバム『LOVEppears』から
- 浜崎あゆみ - 「SURREAL」「AUDIENCE」アルバム『Duty』から
- 浜崎あゆみ -「Daybreak」アルバム『I am...』から
- 浜崎あゆみ -「Secret」アルバム『Secret』から
- 浜崎あゆみ -「Terminal」アルバム『Colours』から
- 林田健司 - 「花に水やるラヴ・ソング」アルバム『RAPHLES V』から
- Hysteric Blue - 「Little Trip」アルバム『Baby Blue』から
- THE BLUE HEARTS - 「青空」 「ラブレター」アルバム『TRAIN-TRAIN』から
- BOØWY - 「季節が君だけを変える」 アルバム『PSYCHOPATH』から[注釈 30]
- 馬渡松子 - 「ホームワークが終わらない」アルバム『逢いたし学なりがたし』から（シングル『微笑みの爆弾』のカップリング曲）[注釈 31]
- Mr.Children - 「マシンガンをぶっ放せ -Mr.Children Bootleg-」アルバム『深海』から
- Mr.Children - 「I'LL BE」アルバム『DISCOVERY』から
- 美空ひばり - 「川の流れのように」アルバム『川の流れのように〜不死鳥パートII』から
- 森山直太朗 - 「さくら（独唱）」ミニアルバム『乾いた唄は魚の餌にちょうどいい』から
- 山下達郎 - 「LET'S DANCE BABY」「潮騒 (THE WHISPERING SEA)」アルバム『GO AHEAD!』から(後者はシングル『愛を描いて -LET'S KISS THE SUN-』のカップリング曲[注釈 32]）
- 山下達郎 - 「クリスマス・イブ」アルバム『MELODIES』から[注釈 33]
- 遊佐未森 - 「地図をください」アルバム『空耳の丘』から
- UNICORN - 「スターな男」アルバム『ケダモノの嵐』から
- L'Arc〜en〜Ciel - 「Driver's High」アルバム『ark』から
- L'Arc〜en〜Ciel - 「the Fourth Avenue Café」アルバム『True』から
- 渡辺美里 - 「Long Night」アルバム『Lovin' you』から
- 渡辺美里 - 「センチメンタル カンガルー」「10 years」アルバム『ribbon』から（後者は「君の弱さ」のカップリング曲）[注釈 34]
- 渡辺美里 - 「すき (Apricot Mix)」アルバム『Flower bed』から
- 渡辺美里 - 「Power-明日の子供-」アルバム『tokyo』から